# Centrochir crocodili
Centrochir crocodili es una especie de pez de la familia Doradidae en el orden de los Siluriformes.

## Morfología
Los machos pueden llegar alcanzar los 21 cm de longitud total.

## Hábitat
Es un pez de agua dulce y de clima tropical.

## Distribución geográfica
Se encuentran en Sudamérica en Colombia:  cuenca del río Magdalena.